# José Manuel Carbonell
José Manuel Carbonell y Rivero (1880-1968) fue un escritor cubano.

## Biografía
Nació el 3 de julio de 1880 en la localidad cubana de Alquízar. Fue compilador y director de los diecisiete volúmenes de la obra Evolución de la cultura cubana. Carbonell, que llegó a ser presidente de la Academia Nacional de Artes y Letras de Cuba, falleció el 20 de marzo de 1968, según la fuente en La Habana o en el exilio en Miami.